# Vitnyéd
Vitnyéd è un comune di 1 395 abitanti situato nella contea di Győr-Moson-Sopron, nell'Ungheria nordoccidentale.